# Yūki (Ibaraki)
Yūki (jap. 結城市 Yūki-shi) – miasto w Japonii, w prefekturze Ibaraki, na wyspie Honsiu. Ma powierzchnię 65,76 km². W 2020 r. mieszkało w nim 50 627 osób, w 19 189 gospodarstwach domowych  (w 2010 r. 52 507 osób, w 17 427 gospodarstwach domowych).

## Historia
Wraz z utworzeniem nowego systemu administracyjnego w 1889 roku na terenie powiatu Yūki powstała wioska Yūki. 14 marca 1954 roku wioska Yamakawa została włączona do miejscowości. 15 marca 1954 roku miejscowość powiększyła się o teren wiosek Kinugawa, Egawa i Kamiyamakawa (z powiatu Yūki) i zdobyła status miasta.

## Geografia
Miasto sąsiaduje z miejscowościami:
- Prefektura Ibaraki 
  - Chikusei
  - Koga
  - Yachiyo
- Prefektura Tochigi
  - Oyama

## Populacja
Zmiany w populacji terenu miasta w latach 1950–2020: